# カガリ・ユラ・アスハ
- 機動戦士ガンダムSEED DESTINY > 機動戦士ガンダムSEED DESTINYの登場人物 > カガリ・ユラ・アスハ

カガリ・ユラ・アスハ (Cagalli Yula Athha) は、アニメ『機動戦士ガンダムSEED』および『機動戦士ガンダムSEED DESTINY』に登場する架空の人物で、もう1人のヒロイン。
担当声優は進藤尚美（テレビ版）、森なな子（劇場版『機動戦士ガンダムSEED FREEDOM』）。

## 人物
相手が誰であろうと常に媚びず自然体で接し、律義で、曲がったことを嫌う。男っぽい口調で喋るが、母性が強く面倒見が良い。出生時の名前はカガリ・ヒビキ。出生はG.A.R.M. R&D社L4コロニー メンデル内研究所。C.E.55年5月18日に同地にてキラ・ヒビキとともに誕生した、双子に等しい関係である。
カガリが母体からの通常出産で産まれたことはユーレンの妻への愛情と捉えられる一方、ユーレンのスーパーコーディネイターへの執着心を考えると、ユーレンにとってカガリの存在はキラのドナー目的であった可能性が高い。しかし、S2型インフルエンザが猛威を振るい、人々の反コーディネイター感情が高まっていた同時代にG.A.R.M. R&Dがブルーコスモスのテロに遭い、情報を事前察知していたヴィア・ヒビキの手によりキラとともに彼女の妹であるカリダたちヤマト夫妻に引き取られる。この際に本当の両親であるヒビキ夫妻は死亡している（正確には生死不明）。その後、ヤマト夫妻からオーブ連合首長国 代表首長であるウズミ・ナラ・アスハ首長家へ里子（養子）に出され、セカンドネーム以降が変わっている。
体力やMS操作技術などナチュラルの最高水準にまで達するほど優秀な存在であるが、作中のオーブでの戦闘でシンから「大した腕もないくせに」と言われ劣勢であった事からパイロットとして弱々しい印象を受けてしまった。しかし、それはシンとディスティニ―ガンダムの戦闘能力が非常に高いだけであって、実際には平均的なコーディネーターを超えるほど優秀であり、作中ではザフトの量産機を次々に撃破している。あくまでコーディネーターの中でも特に高水準を誇るキラやアスラン、シンなどの最上位クラスのコーディネーターたちと比較したらという話であり、ナチュラルとしては大変優れた資質を備えている。

## 経歴

### 機動戦士ガンダムSEED
中立コロニーヘリオポリスのモルゲンレーテ社工場内で地球連合軍が新型機動兵器を開発しているとの噂の真実を確かめるため、変装してヘリオポリスを訪れていた最中に、キラと出会う。ザフト軍クルーゼ隊襲撃時に、モルゲンレーテ社工場内で新型MSG兵器を目撃し、中立の旗を掲げながら地球連合軍のMS開発を黙認する父の行為を裏切りと捉える。戦闘でコロニーの崩壊が避けられない状況になり、キラに無理矢理シェルター内に避難させられる。
無事、オーブに帰国を果たすも、あくまで中立の立場を貫く父親に反発し、世界をその眼で見るため国を飛び出す。その後、護衛のオーブ陸軍第21特殊空挺部隊キサカと共に、彼の故郷である北アフリカに行き、そこでレジスタンス「明けの砂漠」に加わり、対ザフト軍抵抗活動を続ける中、ストライクとその母艦アークエンジェルが地球に降下し、キラと再会する。
アークエンジェルと共にバルトフェルドの北アフリカ駐留部隊を退けた後は、押しかけ同然でキサカと共にアークエンジェルに同乗する。数度、スカイグラスパーで戦闘に参加しキラと共に戦った。
出撃時に一度、被弾して無人島に漂着しており、そこでアスランと遭遇している。悪天候を逃れるため一夜を共に島で過ごすことになり、年頃の少女として、アスラン共々互いに異性を意識した。なお、当該回『機動戦士ガンダムSEED』24話のタイトル「二人だけの戦争」は、『機動戦士ガンダム 第08MS小隊』において敵同士であるシローとアイナが心を近づける1話と同じタイトルである。
その後、オーブ近海での戦闘中にアークエンジェルの危機を救うため自らの素性を告白し、満身創痍のアークエンジェルをオーブに秘密裏に入国させた。その後アークエンジェルが出向を迎えた際には、再び同行してなおも戦い続けようとウズミに反発するが、銃を手にすることだけが守ることではないと教えられ、艦を降りる決意をする。
オーブ近海戦におけるキラとアスランの死闘の後、キラの安否を確認しようと現地に飛ぶと、焼け爛れたストライクの残骸と意識不明のアスランを発見する。目覚めたアスランから憎しみの連鎖を目の当たりにすると、一度はキラの仇として憎んだはずのアスランに、自分の身に着けていたハウメア女神のお守りである首飾りを贈り、「もう誰にも死んでほしくない」と告げた。その後、アラスカ基地攻防戦を生き抜き、地球連合軍を離脱したアークエンジェルがオーブに再度秘密裏に入国した際には、キラとの無事の再会に涙した。
ザフト軍対地球連合軍の戦闘状況が膠着化する中、地球連合軍はオーブに同盟締結を強要する。ウズミは自国の一時の安全より世界平和への理念を選び、要求を拒否する。一度はキラのフリーダムやアスランのジャスティスの加勢もあって地球連合軍を退けるも、再度の連合軍の侵攻の際、ウズミはカガリたちをマスドライバー「カグヤ」で宇宙へ脱出させた後に施設を破壊し、オーブと最期を共にした。父との最後の別れの際、手渡された1枚の写真とウズミの言葉により、自分とキラが双子であったことを悟る。オーブの遺志を受け継ぐと、亡き父への想いを胸に戦艦クサナギの指揮に携わる。同時期、アスランと恋仲になる。ウズミはキラの両親のヤマト夫妻からカガリをアスハ家の養子にもらう際、二度と会わないという密約を交わしていたため、アークエンジェルのオーブ寄港時にはヤマト夫妻と面会するもカガリたちには秘密を明かしていなかったが、オーブの崩壊時には自決覚悟でカガリにオーブの理念を託すと、別れ際にヤマト夫妻との密約を破ってカガリに写真を渡し、彼女とキラの出生の秘密を明かしている。
最終決戦である第二次ヤキン・ドゥーエ攻防戦では自らストライクルージュに搭乗し、キラやアスランと共に戦う。戦闘中、アサギ・コードウェル、ジュリ・ウー・ニェン、マユラ・ラバッツたちの死を目の当たりにし、SEEDに覚醒した。そして、ジェネシス中枢部でジャスティスの自爆装置を作動させ、自らもパトリック・ザラの息子である責任を負って死のうとしたアスランに「生きる方が戦いだ」と説得してストライクルージュで救出し、共に脱出を果たしている。その後、トリィに導かれ、宇宙空間を漂っていたキラを救出した。
戦後、三隻同盟のクルーらと共にオーブ連合首長国に帰還をする。キラ、ラクス、アスランと共に夕食を共にし、マルキオ邸の子供たちと遊ぶ姿が見られた。

### 機動戦士ガンダムSEED DESTINY
戦後は故国を復興すべくオーブに戻り、ウズミの後継者としてオーブ連合首長国代表首長およびアスハ首長家当主となった。
コーディネーターとは違い成人ですらない16もしくは17歳のナチュラルの女子が、国を守ろうとした首脳陣が自決し平穏な国を実現するための政治人材が圧倒的に不足するなか戦火における中立国の代表を務めるにはあまりに過酷な環境であり、政治家に向かない実直すぎる性格も相まって終始オーブや世界を取り巻く環境に翻弄された。
C.E.73年に、再び地球・プラント両陣営で不穏な空気の漂い始める中、カガリは護衛としてアレックス・ディノ（アスラン）を伴い、プラント最高評議会議長デュランダルとの極秘会談の場に臨むため、L4に新設されたプラント「アーモリーワン」を訪れる。そこで地球連合軍ファントムペインの襲撃に巻き込まれてしまい、そのまま緊急避難としてザフト軍の新造艦ミネルバに乗艦することとなった。
ミネルバにおいて、2年前の地球連合軍によるオーブ解放作戦時に家族を失ったシンと出会い、オーブの理念を貫くことによって被害が出ることを考慮したのかと叱責を受けるが、国際問題にもなりかねないシンの言動に対して意見を主張することができなかった。当時の被災者から直接的な攻撃の言葉を受け、自室にて涙しアスランに縋るなど国家元首として幼い面を見せる。（なお当時の地球連合、プラント、オーブ（サハク等）全ての状況と周囲を取り巻く環境を考えると、オーブに生きるナチュラルとコーディネーターを少しでも守るにはウズミの取った方法しかなかった状態ではあった）その後、ミネルバにてシンと顔を合わせる際には、彼の戦争を通じての叫びに伏し目がちな対応になっていた。その後、ユニウスセブン落下テロ事件をきっかけに再び開戦の気運が高まる中、カガリとアスランはミネルバによってオーブに送り届けられる。プラント本国に向かうアスランとの別れの際に彼から指輪を贈られ、以来、婚約者であるユウナの前でも常にそれを身に着けていた。
ファントムペインの襲撃、ユニウスセブン落下テロ事件での戦闘で多大な損害を被ったミネルバに、自身をオーブに送り届けてくれたことへの厚意、また中立であるオーブの代表として補修および補給を行うなど代表首長として務めた。しかし混迷深まる世界情勢の中、下級氏族から全首脳陣の自決により五大氏族に繰り上がったセイラン家であるウナト宰相など首脳陣からオーブの取る姿勢の決断を迫られ、国土を守るために大西洋連邦との同盟を提案される。その同盟の締結はザフトに敵対することと同義であり、戦争に介入しないためにそれに反発するも、まだ若輩の上政治家として経験にも乏しく周囲を説得できなかったこと、結果的に首脳陣が全員同盟締結寄りであったこと、懐柔を目的としたユウナのモラハラ等により精神が弱った状態であったこと等多くの要因から反対を通すことができず、実質的に政治を執り仕切っているウナトの言う通りに大西洋連邦との同盟を締結した。その不甲斐なさをザフト艦であるミネルバの艦長であるタリアに詫びるが、シンからは国を守るために自分たちの考えを押し付けるオーブ首脳陣と、自分の意見を押し通せないカガリ自身に対する辛辣な言葉を浴びせられている。
政略によりウナトの息子ユウナとの結婚も強引に進められ、それが国のためになるならばとアスランへの想いを押し殺し認め、式が催される。式の最中に突如出現したキラの搭乗するフリーダムによってアークエンジェルに連れ去られ、アークエンジェル内で説得を受け、以降はそのままアークエンジェルに乗艦する。ミネルバと地球連合・オーブ同盟軍の戦闘に、ストライクルージュに乗りキラ・AAと共に介入してオーブ軍に「オーブの理念」をもとに停戦を呼びかけるが、正式に承認されている同盟を前線で国家元首の一声で無効にできるはずもなく、ユウナによって偽物として扱われ、オーブ軍に攻撃される。一連により両陣営は多数の死傷者を出す結果となり、アスランとも一時的に決別することとなる。2度目の介入は連合・オーブ軍がインパルス単機に圧倒される形となり、ついにはオーブの理念を理解するトダカも空母タケミカズチと共に戦場で散ることとなった。しかし、トダカの遺志を継いだアマギたちはアークエンジェルに合流した。
その後、地球連合軍によるベルリン侵攻の際にはストライクルージュで出撃し、市民を攻撃から守る。フリーダムがインパルスに撃墜された後にはパイロットであるキラを救出し、デュランダルの本性を目の当たりにしてザフト軍から脱走したアスランと再会し和解する。暫くして、ジブリールがオーブに匿われていることを知る。ザフト軍からの引き渡し要求に対して、オーブ政府は「そのような人物は存在しない」と回答する。結果、ザフト軍によるオーブ侵攻という事態を招き、再び戦火に焼かれんとするオーブを見て、アークエンジェルに配備されているスカイグラスパーで強引に出撃しようとするが、キサカとエリカ・シモンズの二人に制止され、ウズミの遺言を聞くと共に、MSアカツキを提供される。その後、カガリはアカツキでアークエンジェル艦載のムラサメ隊（イケヤ、ゴウ、ニシザワらタケミカヅチからアークエンジェルに合流した者）、バルトフェルド専用ムラサメに搭乗したキサカと共に出撃すると、回線で司令部に呼びかけてユウナを国家反逆罪で拘束させる。元より本気で国を守るために行動していた首長が実質カガリだけであったこと、自ら前線で命を掛けて戦い国を守ってきたこと等から人望が厚く、オーブ軍は即座にユウナを見限りカガリの帰還を受け入れた。結果ジブリールを取り押さえることには失敗するもオーブ全軍を指揮下に置き、立て直すことに成功した。
この際、これまで政治に必要な計算した立ち回りができなかったカガリがユウナに好意がある振りをして油断させ政権を奪還したことや、首長陣であっても自己のために国を利用する者がいることを経験したことで、国家元首としての成長に繋がる大きい転機になった。
戦闘終結後は、オーブ連合首長国内閣府内で全世界に向けてテレビ中継で演説を行い、事実上ロゴスと決別する。デュランダルとの戦いはアークエンジェルを擁するオーブ宇宙軍と旧クライン派の同盟軍に任せ、自らは情勢が不安定であるオーブ本国に残り、国家元首として国をまとめることを選ぶ。アークエンジェルが宇宙に立つ際、自分とは違いアスランと一緒に行くことができるメイリンに「あいつのこと頼むな、自分は一緒には行けないから」と伝え、人知れず涙を流した。放映時は以降アスランとの関係性を示す描写は無かったが、にて、宇宙に向かうアスランがオーブ軍の前でカガリを抱きしめるシーン、カガリがアスランに声をかけず代表の仕事だけを全うする姿を見て心配したキラとラクスがアスランに駆け寄るが、「いいんだ今はこれで。焦らなくていい」と穏やかな笑顔で呟くシーンが追加された。。また監督も「二人は別れていない」「ネガティブな焦りの象徴だった指輪を外したことで二人の未来が見えてきた」と発言しており、悲観的な関係性で終わってはいないことが明示されている。
行政府のシェルターが崩壊して多数の政府要人が生死不明となり、オーブの行政機能は麻痺するが、生き残った者たちをまとめて復興に尽力する。新しいオーブの中心人物として、他人の意見に従うばかりではなく、時には自分の意見を押し通していき、オーブの内情を大きく変化させた。デュランダルが「デスティニープラン」を提唱した際には、明確な反対をいち早く表明し、同じく反対の立場を取ったスカンジナビア王国の国王と会談を行った。これらの行動とアークエンジェルの攻撃により、デュランダルはレクイエムの照準をオーブに合わせ、カガリ個人どころか国の全てを滅ぼそうとする強硬手段をとるが、発射寸前でレクイエムは破壊され、オーブの危機は回避された。
デュランダルの死亡後、ザフト軍との停戦協議合意時に行われたプラント臨時評議会代表ルイーズ・ライトナーとの会見では、ウズミを彷彿とさせる強い意志と落ちつきが垣間見えるようになっている。

### 機動戦士ガンダムSEED FREEDOM
C.E.75を舞台とする劇場版では引き続きオーブの代表としての国家を守る為、世界各地で盛んとなっている独立運動やブルーコスモス残党の侵攻など争いの絶えない世界情勢の中を翻弄する。
オーブ・地球連合・プラントが協力し合い世界平和監視機構「コンパス」が設立されると、オーブ主導でコンパスの新型機であるライジングフリーダムとイモータルジャスティスの開発を担うなど、主要参加国として積極的に協力を行い、初代総裁となったラクスや実行部隊であるヤマト隊の隊長を務めるキラたちの活動を支援する。
カガリ自身は直接戦場に赴く事はないが、マリューやムウなどのクルーらと共にムラサメ改を搭載したアークエンジェルをコンパスに出向させている。
まだ少年だが、将来的にオーブの首長となる事を期待されているトーヤ・マシマを秘書として育て上げている。
アウラ・マハ・ハイバルを筆頭としたファウンデーション王国とのブルーコスモスゲリラ打倒のための共同作戦の最中に、ブラックナイツの策略で洗脳され暴走したキラの行動を聞いたときには始めから違和感を覚え、フォスターを始めとする他の加盟国首相が非難の声を挙げる中で最後までキラたちを信じて抗議するも、「コンパス」の活動を凍結されてしまう。
宇宙へと（避難という名の）逃亡をし、戦火を逃れたファウンデーション軍が占拠したダイダロス基地にて、「オーブ及び地球連合は自国（ファウンデーション王国）に核を撃ち込み、我が国土を焼いた」という冤罪を被せられ、極秘裏に修復されていた軌道間全方位戦略砲「レクイエム」をユーラシア首都モスクワに照準・着弾される。ファウンデーション王国は各国に対し、デスティニープランの導入を迫り、「応じなければレクイエムによる軍民問わない無差別攻撃を行う」と世界を脅迫する行動に出た際には、かなり動揺していた。
生き延びていたキラたちがオノゴロ島に停泊中の「コンパス」の母艦ミレニアムにて出撃する際は、各国に「ミレニアムがハイジャックされ出港した」という虚偽の情報を流し、オーブ軍護衛艦隊を使ってミレニアムへの意図的な誤射を行わせる等、陰ながらキラたちの出撃を支援した。
その動きを掴んだアウラたちファウンデーション軍は、オーブ首都オロファトへ向けてレクイエム正射を実行しようとするが、ミレニアムに乗艦しているキラがファウンデーション側へ自身の生存、そしてファウンデーションによる偽装工作の証拠を掴んでいる事実を伝え、挑発すると、それに憤慨したアウラが鶴の一声でレクイエムの照準をオーブ首都オロファトからミレニアムに変更したことで、危機を脱する。
その後、再攻撃に備えての防衛と国民の非難体制を整え、自身はキャバリアーアイフリッドを装備したストライクルージュにて、地表（海上）からの遠隔操作を目的に出撃する。
アスランがブラックナイツのシュラと戦う際には、インフィニットジャスティス弐式を遠隔操作して、シュラを翻弄した。
戦闘終結後は、地球に降下したアスランと共にオーブへと帰還した。

## 備考
詳細な理由は不明ながら、ゲーム『SDガンダムGジェネレーション』『スーパーロボット大戦』シリーズなどの一部の媒体でカガリが出演しているにもかかわらず、声優である進藤の声が収録されないという事態が発生していた。ただし、2022年のアーケードゲーム『機動戦士ガンダム アーセナルベース』や2023年のパチンコ『Pフィーバー機動戦士ガンダムSEED』では進藤の声は収録されている。2024年公開の劇場版『機動戦士ガンダムSEED FREEDOM』では、進藤から森なな子に声優が変更することになった。キャスト変更について公式サイトでは「弊社および関係各位で話し合いを重ねました結果」と報告している。
また、劇場版公開以降のゲーム作品においてカガリの音声は森が新たに収録したものが使用されており、2025年に発売された機動戦士ガンダムSEED BATTLE DESTINYリマスター版では2012年発売のオリジナル版から唯一声優が変更されている。

## 搭乗機
- FX-550 スカイグラスパー
- MBF-02 ストライクルージュ
- ORB-01 アカツキ

## 評価
- 『愛と戦いのロボット 完全保存版』で発表されたアンケート「みんなで選ぶロボットアニメーションベスト100」では、「一番お気に入りのヒロインは？」で第25位にランクインした[5]。また、劇場版『機動戦士ガンダムSEED FREEDOM』公開に伴いGUNDAMSEEDGP2024で執り行われたキャラ人気投票ではキラを抑えて第1位にランクインした[6]。